# ألان فليتشر
ألان فليتشر (بالإنجليزية: Alan Fletcher)‏ (28 أكتوبر 1917 في المملكة المتحدة - 1984 في المملكة المتحدة) هو لاعب كرة قدم بريطاني (وحمل سابقاً جنسية المملكة المتحدة لبريطانيا العظمى وأيرلندا) في مركز الهجوم. لعب مع بورت فايل ونادي بريستول روفيرز ونادي بلاكبول ونادي بورنموث ونادي سليغو روفرز ونادي كرو ألكساندرا وMossley A.F.C. ‏.